# Adolf Friedrich Rutenberg
Adolf Friedrich Rutenberg (Berlin, 1808. október 30. – Berlin, 1869. december 6.) földrajztanár, ifjúhegeliánus, újságíró.

## Élete
1828 és 1831 között filozófiát, filológiát és teológiát tanult a berlini Frigyes Vilmos Egyetemen. 1828/29 téli szemeszterén Hegel esztétika és történetfilozófiai előadásait látogatta. Hegel 1831-es vallásfilozófiai előadásairól kéziratos jegyzetet készített. 1838-tól földrajzot tanított a királyi kadétiskolában, ahonnan 1840-ben iszákosság vádjával – valójában politikai okok miatt – elbocsátották. 1837-től a fiatal bölcsészdoktorok filozófia vitakörének, a Doktorklubnak az alapítója és egyik központi alakja Bruno Bauer, Edgar Bauer, Karl Friedrich Köppen, illetve Karl Marx társaságában. Marx ekkoriban „legbizalmasabb berlini barátom”-nak nevezte egyik levelében. Az ifjúhegeliánusok fontos tagja, 1842-ben Marx javaslatára a kölni Rheinischen Zeitung szerkesztője. Több szócikk szerzőjeként közreműködött Karl Theodor Welcker Das Staatslexikon. Encyklopädie der sämmtlichen Staatswissenschaften für alle Stände című enciklopédiájában. 1848-ban a National-Zeitung alapítója, a márciusi forradalom aktív résztvevője.

## Fordítás
- Ez a szócikk részben vagy egészben a Adolf Friedrich Rutenberg című német Wikipédia-szócikk ezen változatának fordításán alapul.  Az eredeti cikk szerkesztőit annak laptörténete sorolja fel. Ez a jelzés csupán a megfogalmazás eredetét és a szerzői jogokat jelzi, nem szolgál a cikkben szereplő információk forrásmegjelöléseként.